# Nhật hệ nhân
Nhật kiều hay người Nhật hải ngoại (tiếng Nhật: nikke (日系 (nhật hệ))) là những người Nhật đã di dân khỏi Nhật Bản và con cháu của họ hiện đang sinh sống ở nước ngoài. Chuyến di cư đầu tiên của người Nhật được ghi chép lại là đến Philippines vào đầu thế kỷ 12 nhưng chưa ồ ạt cho đến thời kỳ Minh Trị, khi người Nhật bắt đầu di cư đến Châu Mỹ, khởi đầu với 35 di dân đến Mexico năm 1897 và sau đó là Mỹ Latin, năm 1899, 790 người Nhật đặt chân đến Peru.
Trong thời kỳ đi xâm chiếm thuộc đia cũng có những luồng di cư đáng kể từ Nhật đến các lãnh thổ của đế quốc Nhật, tuy nhiên phần lớn những người này đã hồi hương sau khi chiến tranh thế giới thứ hai kết thúc tại châu Á.
Theo Hội Nhật kiều và người Nhật tại nước ngoài, có khoảng 2,5 triệu người Nhật ở hải ngoại, đông nhất là tại Brasil, Hoa Kỳ và Philippines. Con cháu của những người di cư từ thời Minh Trị vẫn tiếp tục là những cộng đồng dễ nhận ra tại các quốc gia này, hình thành nên những nhóm thiểu số khác biệt so với người Nhật ở quê hương.

## Lịch sử hình thành
Người Nhật định cư ở nước ngoài đã bắt đầu xuất hiện từ thế kỷ 15. Từ thế kỷ 15 cho đến thế kỷ 17, những thủy thủ người Nhật đã dong buồm đến Trung Quốc và Đông Nam Á, trong một số trường, họ đã hình thành nên những khu phố Nhật đầu tiên. Hoạt động này đã chấm dứt vào những năm 1660, khi Mạc phủ Tokugawa áp dụng chính sách Tỏa Quốc (Sakoku), ngăn cấm người Nhật rời khỏi đất nước và cũng không cho phép người Nhật ở nước ngoài được hồi hương. Trong suốt 200 năm, chính sách này không hề được bãi bỏ.
Việc hạn chế đi lại đã được nới lỏng khi Nhật Bản mở cửa ngoại giao với các nước phương Tây. 1867, Mạc phủ bắt đầu phát hành các tài liêu liên quan đến vấn đề xuất dương và di cư.
Trước năm 1885, tương đối ít người Nhật rời khỏi Nhật Bản, một phần bởi chính quyền Minh Trị không sẵn lòng cho phép di cư, phần khác vì khi đó thiếu những sức mạnh chính trị để bảo vệ xứng đáng cho những người Nhật di cư, và còn do người ta tin rằng việc hiện diện của người Nhật ở nước ngoài như những lao động thiếu chuyên môn sẽ gây bất lợi cho Nhật Bản khi phải ký kết các điều ước bất bình đẳng. Có một trường hợp ngoại lệ diễn ra vào năm 1868 khi một nhóm 153 lao động theo hợp đồng đã đi đến Hawai'i mà không có hộ chiếu chính thức.

## Người gốc Nhật ở châu Á (trừ Nhật Bản)

### Trước 1945
Luồng di cư từ Nhật Bản đến những phần còn lại của châu Á được biết đến sớm nhất là vào thế kỷ 12 với điểm đến là Philippines. Họ đã định cư tại vịnh Lingayen, Manila, tại bờ biển Ilocos và trên đảo Visayas; khi đó Philippines đang chịu sự kiểm soát của đế quốc Srivijaya và Majapahit. Vào thế kỷ 16, người Nhật đã đến định cư tại Ayutthaya, Thái Lan., và vào đầu thế kỷ 17, những cư dân người Nhật lần đầu được ghi nhận đã sống tại Đông Ấn Hà Lan (Indonesia ngày nay).

### Sau 1945
Sau thế chiến thứ II, phần lớn người Nhật ở nước ngoài quay về Nhật Bản. Quân Đồng Minh đã cho hồi hương hơn 6 triệu Nhật kiều từ các thuộc địa và các chiến trường trên khắp châu Á. Chỉ một số ít ở lại hải ngoại, thường là do ép buộc, ví dụ như trường hợp 2800 trẻ mồ côi Nhật bị bỏ lại Trung Quốc hoặc những tù binh chiến tranh bị Hồng Quân Liên Xô bắt giữ và phải lao động tại Siberia. Trong các thập kỷ 1950 và 1960, ước khoảng 6000 người Nhật có vợ hoặc chồng là người Triều Tiên sống tại Nhật (được gọi là zainichi) đã trở lại Bắc Triều Tiên cùng vợ hoặc chồng mình. Trong khi đó,ước tính có khoảng 27.000 tù nhân chiến tranh cũng được Liên Xô chuyển đến Bắc Triều Tiên.
Hiện nay có một cộng đồng người Nhật ở Hồng Kông, phần lớn là những doanh nhân. Ở Ấn Độ cũng có khoảng 4.018 người Nhật tại Ấn Độ, đa số là kĩ sư và nhà quản lý doanh nghiệp, định cư chủ yếu tại Haldia, Bangalore và Kolkata. Thêm vào đó, cũng có 903 Nhật kiều tại Pakistan, hầu hết định cư tại các thành phố Islamabad và Karachi.

## Ở châu Mỹ

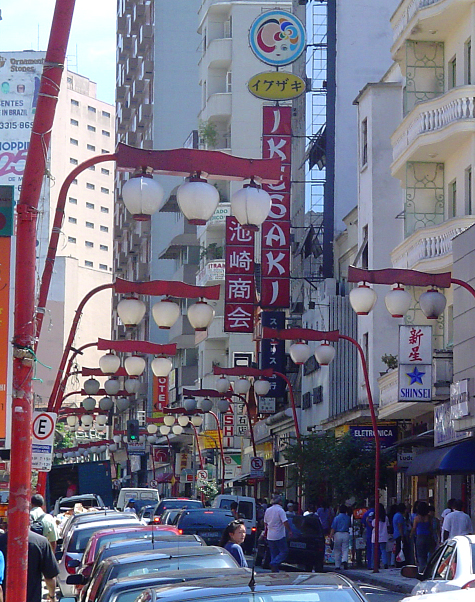
Cộng đồng người Brazil gốc Nhật ở São Paulo sống chủ yếu ở khu Liberdade.

Người Nhật bắt đầu di cư đến Hoa Kỳ và Canada với số lượng đáng kể sau khi có những biến đổi về chính trị, văn hóa và xã hội từ sau cuộc Minh Trị Duy Tân 1868.
Ở Canada, những cộng đồng nhỏ đa thế hệ của người Nhật đã phát triển và hòa nhập với xã hội sở tại.

## Ở châu Âu
Cộng đồng người Nhật ở Anh là cộng đồng người Nhật lớn nhất ở châu Âu với trên 100.000 công dân trên khắp nước Anh (nhưng phần lớn là ở London). Gần đây, nhiều người Nhật trẻ tuổi đến Anh để làm việc trong lĩnh vực văn hóa và để trở thành những nghệ sĩ thành công ở London. Ở Nga cũng có một số lượng nhỏ người Nhật sinh sống.

## Châu Đại Dương
Những di dân người Nhật đầu tiên đến châu Đại Dương đã sống ở Broome, Tây Australia và tham gia vào ngành khai thác ngọc trai.
Gần đây, ngày càng nhiều người Nhật đến Australia, trong đó chiếm phần lớn là phụ nữ trẻ tuổi.

## Hồi hương
Vào thập kỷ 80 của thế kỷ 20, đi kèm với sự phát triển kinh tế, Nhật Bản phải đối mặt với việc thiếu hụt nhân công sẵn sàng làm những công việc "3K" (きつい kitsui [khó nhọc], 汚い kitanai [bẩn thỉu], và 危険 kiken [nguy hiểm]). Khi đó, Bộ lao động Nhật Bản đã bắt đầu cấp hộ chiếu cho Nhật kiều từ Nam Mỹ tới Nhật Bản để làm việc trong các nhà máy. Phần đông (ước khoảng 300.000 người) đến từ Brazil, còn lại, cũng có một phần đáng kể nhân công người Nhật từ Peru, bên cạnh đó là từ Argentina và các quốc gia Mỹ Latin khác.
Để đối phó với suy thoái kinh tế năm 2009, chính phủ Nhật Bản đã hỗ trợ 300.000 yên ($3.300) cho mỗi người Nhật thất nghiệp trở về từ Mỹ Latin để quay lại đất nước ngoài với lý do được tuyên bố làm dịu tình trạng thất nghiệp đang trầm trọng tại Nhật. Mỗi thành viên gia đình cũng nhận được 200.000 yên (tương đương $2.200) để rời khỏi đất nước. Những người nhận được gói hỗ trợ này không được phép quay lại Nhật Bản bằng hộ chiếu ưu đãi mà họ từng dùng để nhập cảnh về Nhật. Một trong những người phụ trách Thời báo Nhật Bản (một tờ báo tiếng Anh xuất bản ở Nhật) đã lên án chính sách này là "phân biệt chủng tộc".